# Ubisoft Casablanca
Ubisoft Casablanca — компания, специализировавшаяся на разработке компьютерных игр; дочернее общество известной французской компании Ubisoft. Производственный офис размещался в Касабланке, крупнейшем городе Марокко.
Основная специализация компании — разработка компьютерных игр совместно с другими филиалами основной компании, а также самостоятельная разработка игровых проектов для портативных консолей.

## Разработанные игры
- 2003 — Beyond Good & Evil (совместная разработка)
- 2005 — Peter Jackson’s King Kong: The Official Game of the Movie (версия для Nintendo DS)
- 2006 — Star Wars: Lethal Alliance (версия для Nintendo DS)
- 2008 — Rayman Raving Rabbids TV Party (версия для Nintendo DS)
- 2008 — Prince of Persia: The Fallen King (версия для Nintendo DS)
- 2010 — Prince of Persia: The Forgotten Sands (версия для Nintendo DS)